# Aschema pallida
Espèce
Aschema pallida est une espèce d'araignées aranéomorphes de la famille des Zodariidae.

## Distribution
Cette espèce est endémique de Madagascar. Elle se rencontre à Belalanda et à Toliara dans l'Atsimo-Andrefana.

## Description
Le mâle holotype mesure 5,71 mm et la femelle paratype 6,00 mm.

## Publication originale
- Jocqué, 1991 : A generic revision of the spider family Zodariidae (Araneae). Bulletin of the American Museum of Natural History, no 201, p. 1-160 (texte intégral).